# 덴버 랜들먼

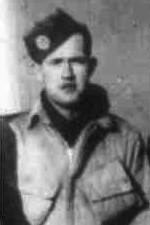
덴버 "불" 랜들먼

덴버 "불" 랜들먼 (1920년 - 2003년)은 제2차 세계 대전 중 101 공수 사단의 506 낙하산 보병 연대의 2대대에 속한 E 중대에서 중사로 복무한 군인이다. 노르망디 상륙작전, 마켓가든 작전, 벌지 전투에 참전하였던 경험 많은 퇴역 군인인 랜들먼은, 용감성을 인정받은 랜들먼은 다른 이지 중대원들처럼 청동 메달과 퍼플 하트를 수여받았다. 미니시리즈 밴드 오브 브라더스에서 미국 배우 마이클 커들리츠(Michael Cudlitz)가 연기하였다.
랜들먼은 미국 아칸소주 렉터에서 출생하였지만, 대공황때 그 곳을 떠나 미시건의 펀드리에 정착하였으며 미시건에서 은퇴하였다. 랜들먼은 미국이 제2차 세계대전에 참전하고 얼마 지나지 않은 1942년, 미국 육군에 지원하였다. 전 이지중대의 지휘관 리처드 윈터스의 의하면, 랜들먼은 윈터스가 본 어떤 군인보다도 뛰어났다고 한다.
전쟁이 끝난 후, 랜들먼은 미국 루이지애나 주에서 건설 노무자들의 관리하는 성공적인 사업가가 되었다. 랜들먼은 여생을 아칸소주 텍사카나에서 보냈다. 랜들먼은 2003년 6월, 포도상 구균 감염에 의해 82세의 나이로 사망하였다.

## 같이 보기
- 미국 506 낙하산 보병 연대 E 중대
- 《밴드 오브 브라더스》

## 참조
- "친구보다 가깝고, 형제보다 가까웠던" 댈러스 모닝 뉴스,2001년 8월 11일 보도.